# Cyrba algerina
Cyrba algerina là một loài nhện trong họ Salticidae.
Loài này thuộc chi Cyrba. Cyrba algerina được Hippolyte Lucas miêu tả năm 1846.